# Észak-Korea hadereje

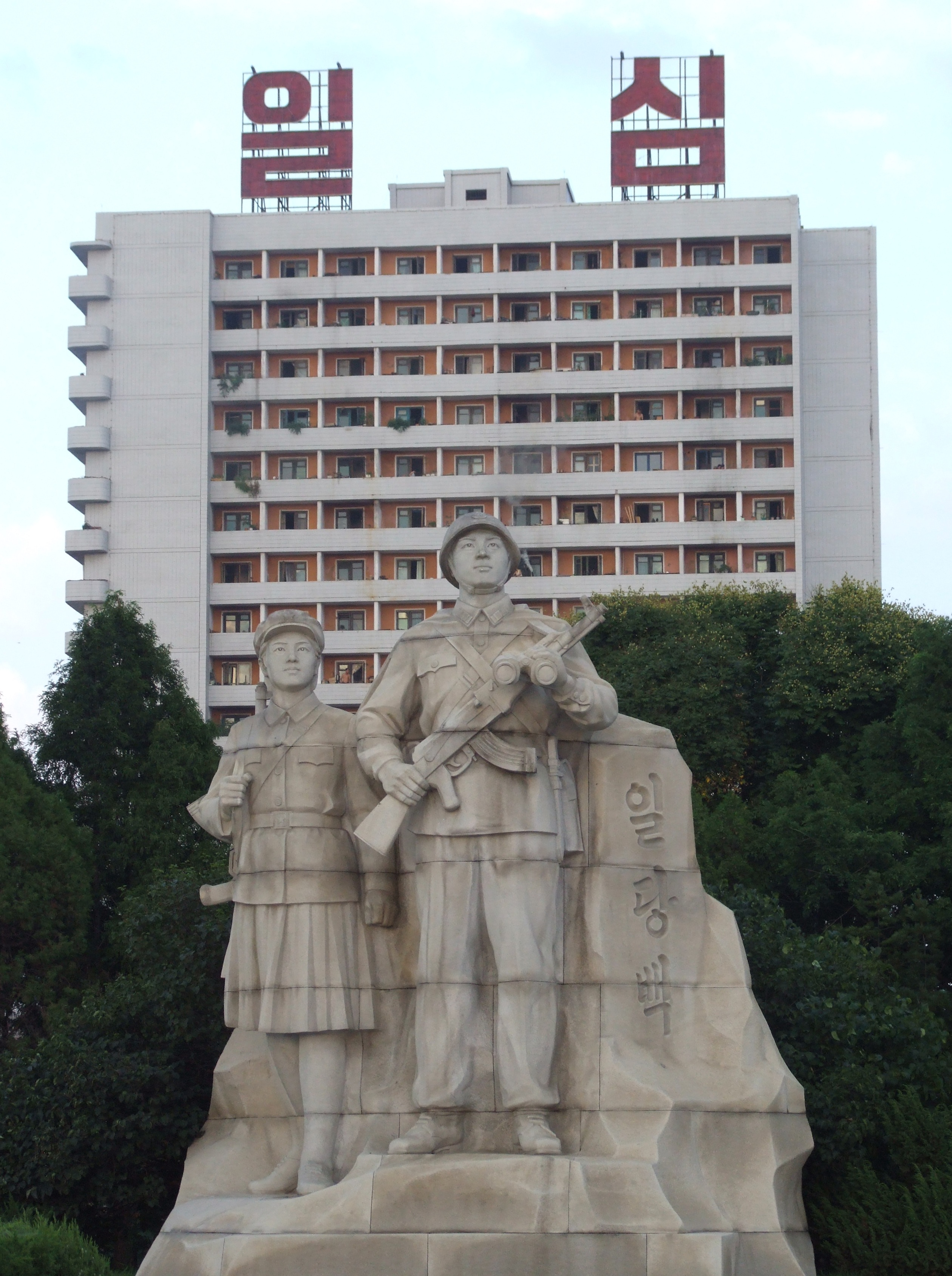
Észak-Korea közkatonáinak emlékműve Phenjanban

Észak-Korea hadereje a Koreai Néphadsereg (koreaiul: 조선인민군 átírással: Csoszon Inmingun) és az azt kiegészítő tartalékos és egyéb fegyveres szervezetekből áll. Ez a világ egyik legnagyobb hadereje több mint egymilliós békelétszámával, melyet szükség esetén több millió kiképzett tartalékos és Észak-Korea egyéb felfegyverzett szervezeteinek állománya erősít meg. Az ország védelmi rendszerének sarokköve lett, hogy a 2012-es alkotmány módosításakor atomhatalomnak deklarálta magát Észak-Korea.
A Koreai Néphadsereget a szárazföldi erők, a haditengerészet, a légierő, a stratégiai rakétacsapatok és a különleges rendeltetésű erők alkotják. A paramilitáris Munkás-paraszt Vörös Gárda is szükség esetén átalárendelésbe kerül a Néphadsereg kötelékébe. 2013-ban a haderő teljes létszáma 9 495 000 fő, mely a lakosság 40%-a és a 20–45 év közöttiek többségét magában foglalja. A haderő főparancsnoka Kim Dzsongun, aki egyben a Nemzeti Védelmi Bizottság elnöke is.
A sorkatonai szolgálat 17 és 30 év közötti alkalmas minősítésű férfiaknak és nőknek kötelező, és a szolgálat ideje haderőnemektől függően 5–10 év között változik. A leszerelt sorállomány kiegészítő katonai szolgálatot folytat férfiak esetében 60, nők esetében 40 éves korig.
Becslések szerint az ország teljesítőképességéhez mérten jelentős összeget, a GDP negyedét költi védelmi kiadásokra, viszont az olyan hatalmas költségekkel járó hadikiadások, mint az atomprogram jóval több pénzt igényelnek, ennek forrásai viszont a mai napig tisztázatlanok. Vélemények szerint az ehhez szükséges tőkét az állam illegális úton teremti elő. A szárazföldi haderő jelentős része a Koreai-félszigetet kettéválasztó fegyvermentes övezet 238 km-es hosszában helyezkedik el, melyet az 1953. júliusban megkötött koreai fegyverszüneti megállapodás rögzített. Az övezet túloldalán a dél-koreai haderő és az ott állomásoztatott USA-haderő kijelölt egységei néznek az északiakkal farkasszemet.

## Története
A Koreai Néphadsereg elődje, a Koreai Önkéntes Hadsereg 1939-ben alakult Jenanban (Kína). Kim Dubong és Mu Chong voltak az önkéntesek szervezői. Ugyanebben az időben Jenanban iskolát is alapítottak, hogy a jövő független Koreájának képezzenek katonai és politikai vezetőket. 1945-ben az Önkéntes Hadsereg létszáma ezer fő körül mozgott, melyet főként a Japán Császári Hadsereg szökevényei alkottak. Ebben az időben a kínai kommunista erők részeként harcoltak, és fegyverzetüket és ellátásukat is ők biztosították. Japán veresége után a kínaiakkal együtt Mandzsúriába mentek, hogy az ott élő koreai lakosságból toborozzanak újoncokat, hogy aztán majd megerősödve Koreába törhessenek be. 1945 szeptemberében 2500 fő volt a haderő létszáma.
A második világháború lezárása után 1945-ben a szövetséges hatalmak a Potsdami konferencián úgy döntöttek, hogy a Szovjetunió a Koreai-félszigetet megszállja a 38. szélességi fokig. A megszállásban részt vevő 25. Szovjet Hadsereg 1945. október 12-én Phenjanban nyilatkozatot adott ki, mely alapján Korea északi területein feloszlattak minden fegyveres ellenálló csoportot. Az új megbízható haderő megszervezése érdekében a szovjetekkel együttműködő kétezer koreait küldtek szét az országban, hogy ők szervezzék meg a helyi rendfenntartó erőket. Ez a szovjetparancsnokság engedélyével létrehozott szerveződés 1945. október 21-én állt fel. A vasutak biztonsága érdekében további egységeket szerveztek, melyek 1946. január 11-én alakultak meg. Őket még az év augusztus 15-én megbízták azzal is, hogy felügyeljék a meglévő biztonsági erőket és hozzák létre a majdani nemzeti fegyveres erő gerincét.
A Koreai Népi Demokratikus Köztársaság első politikai és katonai iskolája a Phenjani Katonai Akadémia volt, melynek élére Kim Ir Szen szövetségese, Kim Cshek került. Szovjet útmutatás alapján kezdték meg 1945 októberében a nemzeti gárda és a biztonsági erők felkészítését. 1946-ban a rendőrök és belbiztonságiak felkészítését végezték. Ezeknek az egyébként gyengén felfegyverzett erőknek főként Kim Ir Szen követői és a Kínából hazatért veteránok voltak a tagjai, majd ezt követte a politikai és a katonai vezetők felkészítése.
Az újonnan felvett és kiképzett állománnyal átszervezték a rendvédelmi erőket, és létrehozták a Koreai Néphadsereg Főparancsnokságát. A korábban félhivatalos egységek katonaivá szerveződtek, és ez megjelent a külsőségekben is, hiszen szovjet egyenruhát, rendfokozati jelzéseket és fegyverzetet kaptak.
Az Állambiztonsági Osztály a Népi Védelmi Minisztérium előfutára volt, és a Belügyi Népbiztosság részeként jött létre 1948. február 4-én. A Koreai Néphadsereg 1948. február 4-én alakult meg, bár formailag négy nappal később, február 8-án, a soron következő ülésén hagyta jóvá hivatalosan a Népi Gyűlés, hogy a katonai és a rendőri erők különválhassanak. Mindez hét hónappal megelőzte a Koreai Népi Demokratikus Köztársaság kikiáltását. A néphadsereg vezetésére létrehozták a Védelmi Minisztérium államtitkárságát, mely felügyelte hogy felállítsák a központi őrzászlóaljat, két hadosztályt és egy független összfegyvernemi dandárt.

### Konfliktusok és alkalmazások

A Koreai Néphadsereg emblémája 1948 február és július között

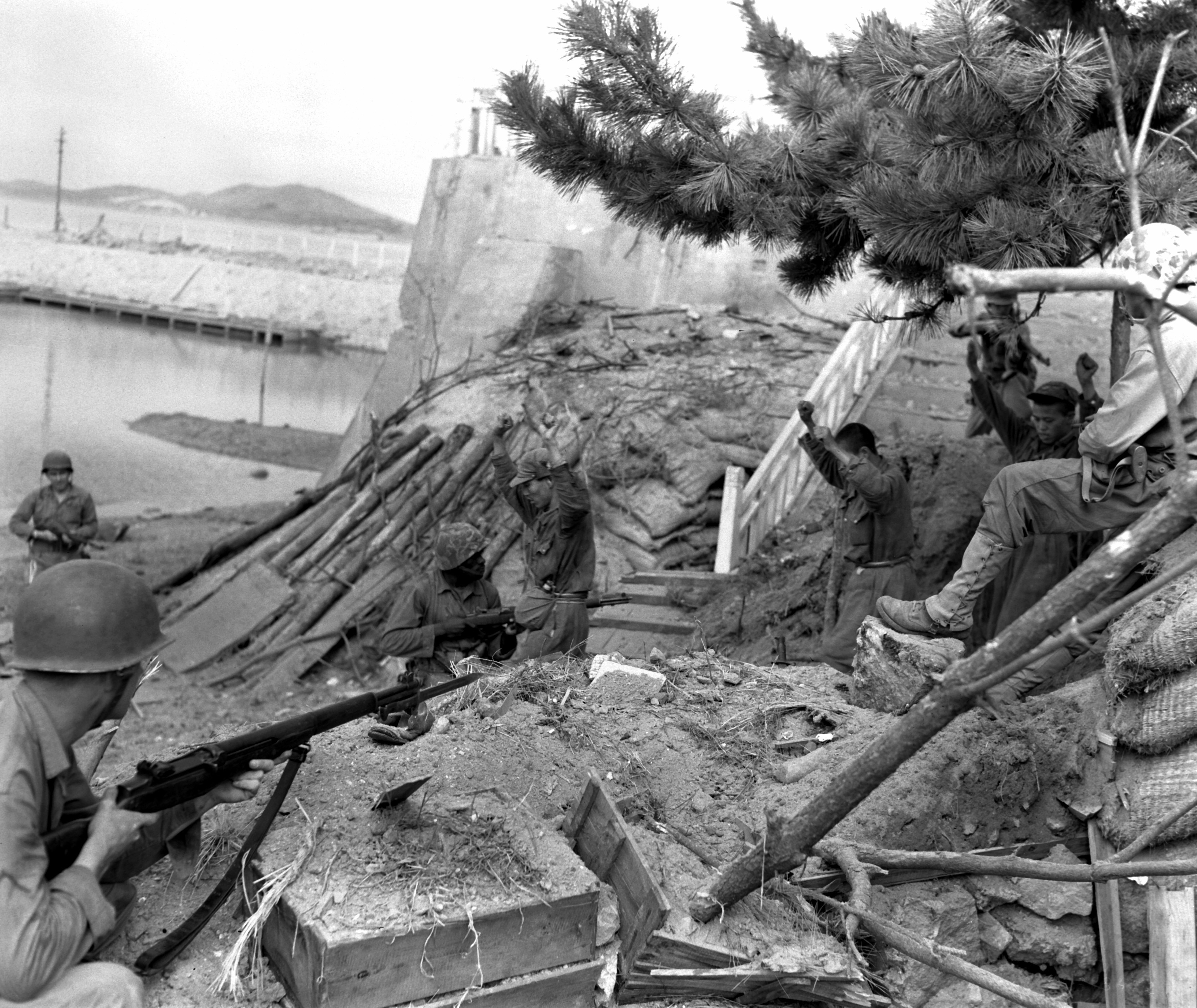
Észak-koreai katonák megadják magukat

A második világháború után kettészakított Korea vágya az újraegyesítés volt. Az mindkét koreai fél számára világos volt, hogy törékeny a nagyhatalmak által a 38. szélességi foknál meghúzott határvonal. A kérdés az volt, hogy melyik hatalmi tömb fog tért nyerni a másik rovására. Az északi haderőt Sztálin utasítására fegyverezték fel modern harckocsikkal, tehergépkocsikkal, tüzérségi eszközökkel és kézi fegyverekkel. A koreai háború előtti időszakban 1950 júniusa előtt Dél-Korea hadereje nem rendelkezett az északiakéhoz mérhető katonai erővel. A háború kezdetekor a Koreai Néphadsereg egységei betörtek délre, és rövid idő alatt elfoglalták Szöult. Az észak-koreai csapatok 1950 szeptemberére szinte a teljes Koreai-félszigetet elfoglalták, csupán a délkeleti rész, Puszan városa maradt a déliek és a velük szövetséges haderők kezén. Ekkor az ENSZ égisze alatt szeptember közepén jelentős amerikai erő és jelképes szövetségesi támogatás szállt partra Puszan térségében, valamint az északiak hátában, a félsziget közepén, Incshonnál.
Az így felbillentett erőegyensúlyban a legmodernebb technikával és jól kiképzett (főleg amerikai) csapatokkal még 1950-ben visszavetették a Koreai Néphadsereg egységeit az eredeti határvonalon túlra. Rövid idő alatt visszafoglalták Szöult, és bevették Phenjant is. Douglas MacArthur támadó egységei olyan lendületbe kerültek, hogy megpróbáltak átkelni a Kína határához nagyon közel fekvő Jalu folyón is. Erre válaszul 1950. november 25-én Kína is belépett a háborúba, névleg önkéntesekkel ugyan, de gyakorlatilag reguláris haderejével. A kínai szerepvállalástól kezdve az észak-koreai haderő már csak másodlagos, alárendelt szerepet játszott. A Néphadsereg az 1953-as fegyverszünet megkötéséig 290 000 embert veszített és 90 000 fő került hadifogságba.

A 458. Katonai Fegyverszüneti Bizottság ülése alkalmából Larry G. Vogt amerikai admirális tárgyal Észak-Korea kijelölt katonai vezetőivel (1990)

Az 1953-ban létrehozott Katonai Fegyverszüneti Bizottság (Military Armistice Commission [MAC]) felügyelte az egyezményben foglaltak betartását. Létrehoztak semleges nemzetekből álló felügyelőbizottságot is. A Varsói Szerződés országai közül Lengyelország, Csehszlovákia, az ENSZ oldaláról pedig Svédország és Svájc lett kijelölve a Katonai Fegyverszüneti Bizottság ellenőrzésére.
Az 1970-es években a szovjet katonai vezetők újra elővették és alkalmazták az 1920-as és 1930-as évek katonai teoretikusainak, Szvecsinnek, Tuhacsevszkijnek, Triandafillovnak és más hadművészeknek a „kombinált hadműveletek” elméleteit, melyekből a szovjet mintára képzett észak-koreai tisztek kifejlesztették a saját „kétfrontos háború” koncepciójukat. A szovjet katonai gondolkodásmód tükröződött vissza az 1970-es évektől az észak-koreai haderőben végrehajtott fejlesztésekben. A hivatalos lapokban megjelent írások mind arról szóltak, hogy ha a szárazföldi erőket gépesítik és megerősítik műszaki képességekkel és önjáró tüzérségi eszközökkel, az növeli a mobilitást, s ez vezethet győzelemre az elkövetkező háborúban. A szovjet mellett azonban egyre jobban előtérbe került a maoista felfogás is. Ennek szellemében a gépesítés mellett hangsúlyt fektettek a lövészegységek könnyűfegyverzettel történő felszerelésére. A kiképzésben a gyors, meglepetésszerű támadásra, valamint az éjszakai harcnak és a tenger felőli harceljárások begyakoroltatására összpontosítottak.
Az 1953-ban megkötött fegyverszünet ellenére a két Korea technikailag 2007-ig háborúban állt egymással. Ez az időszak nem múlt el kisebb katonai incidensek nélkül, és azóta is előfordul, hogy nagy sajtófigyelem mellett beszámolnak ilyen eseményekről. A két ország közötti hűvös viszony és a fenntartott katonai készültség egyik, több halálos áldozattal járó konfliktusa a Jonphjong-szigeti incidens volt. 2010. november 23-án az észak-koreai haderő ágyútűz alá vette a dél-koreai hadsereg egyik, a szigeten lévő támaszpontját. A tüzet a déliek viszonozták. Az áldozatok számát és a veszteségeket érintően a két fél ellentmondásos nyilatkozatokat tett közzé.

## Vezetés, irányítás
A haderő főparancsnoka és egyben a Nemzeti Védelmi Bizottság elnöke Kim Dzsongun. A Nemzeti Védelmi Tanács és a Koreai Munkapárt Központi Katonai Bizottsága szoros együttműködésben irányítják a haderőt. A tanács felügyeli közvetlenül a fegyveres erőket, létesíti vagy szünteti meg a védelmi szektoron belül az állami intézményeket, nevezi ki és helyezi beosztásba vagy éppen menti fel beosztásukból a tábornokokat, katonai konfliktus esetén pedig elrendeli a mozgósítást vagy a háborús helyzetet. A Központi Katonai Bizottság feladata a katonapolitika meghatározása, a védelmi tervek kialakítása, valamint a jelentősebb katonai beszerzések elrendelése.
A védelmi miniszter feladata képviselni a Koreai Néphadsereget és koordinálni a védelmi tevékenységgel összefüggő adminisztrációs feladatokat. A honvédelmi miniszter a Népi Védelmi Tanács elnökének van alárendelve. A minisztériumon belül található a Vezérkar, a Politikai Főcsoportfőnökség és a Katonai Biztonsági Parancsnokság. A Vezérkar gyakorolja a parancsnokságot a teljes néphadsereg felett; feladata a hadászati és hadműveleti tervek elkészítése és a kiképzés végrehajtása.
A nemzetbiztonsági rendszer adminisztrációs-logisztikai részéhez tartozik még a gazdasági minisztérium Második Gazdasági Bizottsága, amely a hadiipart ellenőrzi, és közvetlenül a Nemzeti Védelmi Tanácsnak tartozik jelentési kötelezettséggel.

## Doktrína

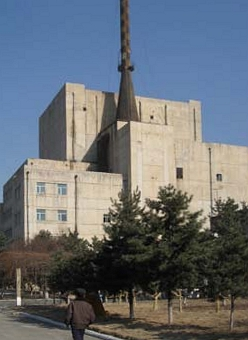
A Njongbjoni Nukleáris Kutató Központ

A katonai doktrína alapját Kim Ir Szen tézisei határozzák meg, melyek négy katonai vonalat szabnak meg: felfegyverezni a teljes lakosságot; erődítménnyé változtatni az ország teljes területét; kiképezni az egész haderőt „káderhadseregnek”; korszerűsíteni a fegyverzetet, a doktrínát és a harcászatot a nemzetvédelemre vonatkozó dzsucse ideológia alapján.
A katonai doktrína később magába olvasztotta a „kombinált hadműveletek” és a „kétfrontos háború” koncepciókat is. A „kombinált hadműveletek” a hadműveleti célból végrehajtott gerilla-harctevékenység (kis egység) és a hagyományos szárazföldi hadműveletek (nagy egység) együttes alkalmazását jelenti. Ez a koncepció később kiegészült a tömegpusztító fegyverek alkalmazásával és az ellenfelek állandó fenyegetésével.
Az állandó katonai fenyegetés eredményeként Észak-Korea időnként engedményeket tudott kicsikarni mind Dél-Koreától, mind az Amerikai Egyesült Államoktól. Ennek része, hogy külföldi segélyek érkeztek az országba, és az egyébként önellátásra berendezkedett állam így juthatott kiegészítő élelmiszerforrásokhoz.
A doktrínát több, az elmúlt időszakban lezajlott fegyveres konfliktus tapasztalatai egészítették ki. A koreai háború több tanulsággal is szolgált, melyek közül a legfontosabb az volt, hogy az északiak alábecsülték az Amerikai Egyesült Államok beavatkozóképességét. Ezen kívül az alábbi tapasztalatokat vonták le: a koreai „lövészcentrikus szervezet” alkalmatlan volt a szovjet „páncélos/gépesített lövészszervezet” feladatainak végrehajtására; a hadászati tervek nem voltak kellően kidolgozva; a személyi állomány hadászati és harcászati kiképzése elégtelen volt; a tartalék erők szét voltak szórva; és a logisztikai rendszer sem volt képes biztosítani a haderő szükségleteit.
A vietnámi, illetve az arab-izraeli háború tapasztalatai szolgáltak a haderő „hárompilléres” stratégiájának (meglepetésszerű támadás, gyors és döntő háború, valamint a „vegyes” taktika) megalapozásához. Ennek eredménye, hogy a csapatok többségét a fegyvermentes övezethez közel telepítették, megteremtve ezzel a gyors előrenyomulás lehetőségét és lecsökkentve a támadó szándék felfedési idejét.
Az öbölháborút elemezve Észak-Korea fokozta a föld alatti létesítmények építését, hogy védje stratégiailag érzékeny létesítményeit és fegyverzeteit az Amerikai Egyesült Államok precíziós fegyverei és légiereje ellen. Ez jól kiegészítette a már korábban is tervezett alagút-hadviselést, mely az ellenség mögötti területre történő behatolás egyik lehetséges változata.
Az észak-koreai haderő „hárompilléres” stratégiája (meglepetésszerű támadás, gyors és döntő háború, valamint a „vegyes” taktika) azt mutatja, hogy a katonai tevékenységek első fázisában a hagyományos és vegyi töltetekkel végrehajtott tömeges tüzérségi támadásra, rakétacsapásokra és ezzel párhuzamosan a különleges erők ellenség mélységében történő tevékenységére (meglepetésszerű támadás) kerül sor. Ezután az első lépcső hadműveleti erői kezdenének támadást a mélységben lévő ellenséges erők megsemmisítése és manőverezőfolyosók kialakítása érdekében, hogy elősegítsék a második és harmadik hullám (páncélos és gépesített erők) gyors áttörését. A páncélos és gépesített erők támadásának célja a lehető leggyorsabb előrenyomulás déli irányba, Szöul bekerítése, a hadászati mélységben lévő dél-koreai és amerikai stratégiai pontok (különösen a légi- és haditengerészeti bázisok) elfoglalása 30 napon belül (gyors és döntő háború), valamint a Dél-Koreába irányított megerősítés megakadályozása. A „vegyes taktika” lényege pedig a szorosan koordinált „kétfrontos háború”. Az első front a hagyományos fegyveres erők, a második front a különleges alakulatok, amelyek egyfajta aszimmetrikus hadviselést folytatnak és az ellenség mélységében tevékenykednek, de ide lehet sorolni az úgynevezett kiberhadviselést is.
Az észak-koreai meglepetésszerű támadás elemei az alábbiak: a rossz időjárás, az éjszakai sötétség és az erősen tagolt terepviszonyok kihasználása; megtévesztő tervek kidolgozása; behatolásra kiképzett csoportok vagy „alvó” ügynökök alkalmazása; légi szállítású és légi mozgékonyságú műveletek végrehajtása; tömeges robbantások végrehajtása (a fegyvermentes övezet gyors megtisztítása, illetve városi térségekben diverziók végrehajtása); az erők gyors összpontosítása a döntő térségekben; a gépesített egységek széles körű alkalmazása.

## Kiképzés
A sorkatonai szolgálat a férfiak és nők részére is kötelező; külföldiek önkéntes jelentkezés alapján teljesíthetnek katonai szolgálatot. A nyilvántartásba vétel 14 éves korban kezdődik. Katonai összeírásra a 16 éves fiatalok esetében kerül sor, míg a középiskolások esetében erre 17 éves korukban kerül sor. A nők esetében létszámarányt alakítottak ki, valamennyi haderőnemnél és fegyvernemnél az 1:9 arány (minden tizedik katona nő) van meghatározva. A szolgálat ideje haderőnemektől függően 5–10 év között változik.
Az újoncok fegyvernemi kiképzőközpontba vagy az ezredeknél, hadosztályoknál lévő kiképzőszázadokhoz kerülnek. Az alapkiképzés a szárazföldi csapatoknál két, a légierőnél és a haditengerészetnél két-három hónap. Az újonc további képzése már raj, szakasz és század szinten folytatódik. A kiképzés a tanulásra és az ismétlésre helyezi a hangsúlyt, de magában foglalja a technikai ismereteket és a szakkiképzést is. Gyakori az éjszakai kiképzés és a fizikai és szellemi kondicionálás kiemelt helyen szerepel. A tiszthelyettesek kiválasztására a kiképzési előmenetel alapján kerül sor a tiszthelyettes-képző iskolákban, amelyek valamennyi hadtestnél megtalálhatóak.
A sorállomány egy átlagos napon minimum 10 órában kiképzésen vesz részt, és csak három óra marad a szabadidős tevékenységekre, beleértve az étkezést is. Emellett számos olyan feladatot is el kell látniuk, mint például növénytermesztés vagy állattartás az alakulat gazdaságában. Az eltávozás és a szabadság korlátozott és szigorúan ellenőrzött. A szolgálat felének letöltése után a katonák közmunkában vesznek részt. Gyakran vezénylik őket építkezésekre, gyárakba vagy termelőszövetkezetekbe.
Noha a kiképzés valamennyi vezetési elemnek elő van írva, a legtöbb kiképzés ezred vagy annál alacsonyabb, főleg század és szakasz szinten folyik. Az üzemanyag hiánya miatt hadosztály- vagy hadtestszinten gyakorlatra ritkán kerül sor, ami nem teszi lehetővé az egységek és magasabb egységek tevékenységének gyakorlati összehangolását.
Az észak-koreai disszidensek között akadnak katonák és tisztek ki, akik beszámoltak arról milyen kegyetlen az észak-koreai hadsereg kiképzési módszere. A hadseregben sztálini módszerek a bevettek, az újoncok súlyos fizikai és lelki megpróbáltatásoknak vannak kitéve. Az egyik igen megterhelő feladat a katonai parádékon való menetelés, ahol a felvonuló katonáknak igen gyors ütemben kell lépkedniük. Ilyenkor az emberek hasa himbálódzik, mialatt végig meg kell tartaniuk egyenes testtartásukat. Az émelygésük visszatartása érdekében derékszíjukat szorosabbra kell fűzniük, ezáltal a belső szerveket kisebb trauma is éri.
Nem ritka az újoncok kínzása, a végkimerülésig való erős gyakorlatoztatása, terrorizálása. Jellemzőek a tisztogatások is.

## Szárazföldi erők

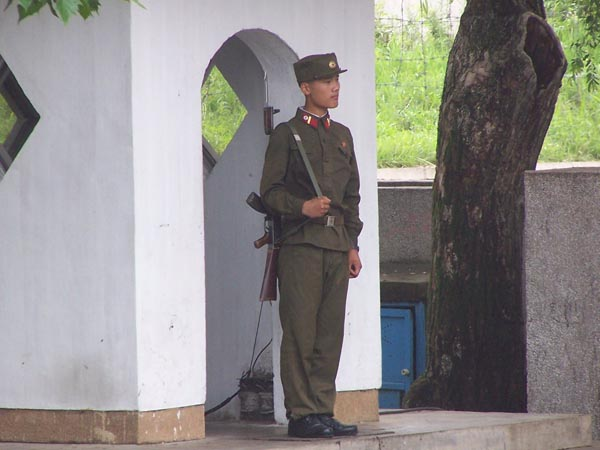
Észak-koreai őrkatona a fegyvermentes övezet határán

A szárazföldi csapatok létszáma 1 106 000 fő (2010), amelyből körülbelül 87 000 fő a különleges műveleti csapatokhoz tartozik. 19 hadműveleti magasabb egységből áll, ebből egy harckocsi-, négy gépesített, kilenc lövész-, egy pedig tüzérhadtest. Ezen kívül hadműveleti magasabb egység a Phenjani Védelmi Parancsnokság, a Határőrség Parancsnoksága, a Rakétacsapatokat Irányító Iroda (korábban Tüzérségi Csapatokat Irányító Iroda), valamint a Könnyűlövész-kiképzést Irányító Iroda (gyakorlatilag a különleges csapatok parancsnoksága). A 19 magasabb egységet 80 hadosztály (beleértve a tartalék kiképző hadosztályokat is), 30 tüzérdandár, 20 gépesített dandár, tíz harckocsidandár és hét harckocsiezred alkotja.
A szárazföldi csapatok hadműveleti lépcsők szerint diszlokálnak. Az első lépcsőben a fegyvermentes övezet mentén található (sorrendben nyugatról keletre) a IV., a II., az V. és az I. lövészhadtestek, a 815. gépesített és a 820. harckocsihadtest, valamint a 806. gépesített hadtest. Szintén az első lépcsőhöz tartozik a 620. tüzérhadtest mintegy 250 nagy hatótávolságú tüzérségi rendszerrel (240 mm-es sorozatvető és 170 mm-es önjáró tarack), amelyek települési helyükről is képesek elérni a déli fővárost, Szöult. A második lépcsőben állomásozik a III. és VII. lövészhadtest, valamint egy lövészhadtest, amelynek hadrendi száma nem ismert. A második lépcsőhöz tartozik még a Phenjani Védelmi Parancsnokság. A harmadik lépcsőt az ország mélységében a VIII. lövészhadtest, a 425. és a 108. gépesített hadtestek alkotják.
A szárazföldi csapatok fő fegyverzetét 560 könnyű harckocsi (PT–76, T-63 úszó harckocsik), 3500 közepes harckocsi (T–54/55, T–59 és T–62), 2500 páncélozott szállító harcjármű (BTR gumikerekes változatai, Type M-1973, és kisebb mennyiségben BMP), 3500 tüzérségi löveg (három FROG-rendszer, 100–170 mm-es tarackok), 4400 önjáró tüzérségi löveg (152 és 170 mm-es), 2500 sorozatvető (107, 122, 132 és 240 mm), 7500 aknavető, ismeretlen számú irányított páncéltörő rakétakomplexum, 1700 hátrasiklás nélküli löveg és 11 000 légvédelmi gépágyú (14,5 mm-es, 37 mm-es és 57 mm-es légvédelmi tüzérségi eszközök), valamint SA-7B rövid hatótávolságú kézi légvédelmi rakétaindító eszközök.
A harckocsidandárt négy közepes és egy könnyű harckocsizászlóalj alkotja. A gépesített dandár alárendeltségében egy gépesített lövészzászlóalj és négy gépkocsizó lövészzászlóalj van. A tüzérezred egy 18 lövegből álló 122 mm-es tarackos osztályból és egy kilenc indítójárműből álló, 107 vagy 140 mm-es sorozatvető-osztályból tevődik össze. A tüzérhadosztály alárendeltségébe két 12 lövegből álló 152 mm-es tarackos osztály, egy 18 lövegből álló 122 mm-es tarackos osztály és egy 12 indítójárműből álló 122 mm-es sorozatvető-osztály található. Ezen kívül ezred-, hadosztály- és hadtest-tüzércsoportok találhatók a lövész- és harckocsikötelékek szervezetében.

## Különleges rendeltetésű erők

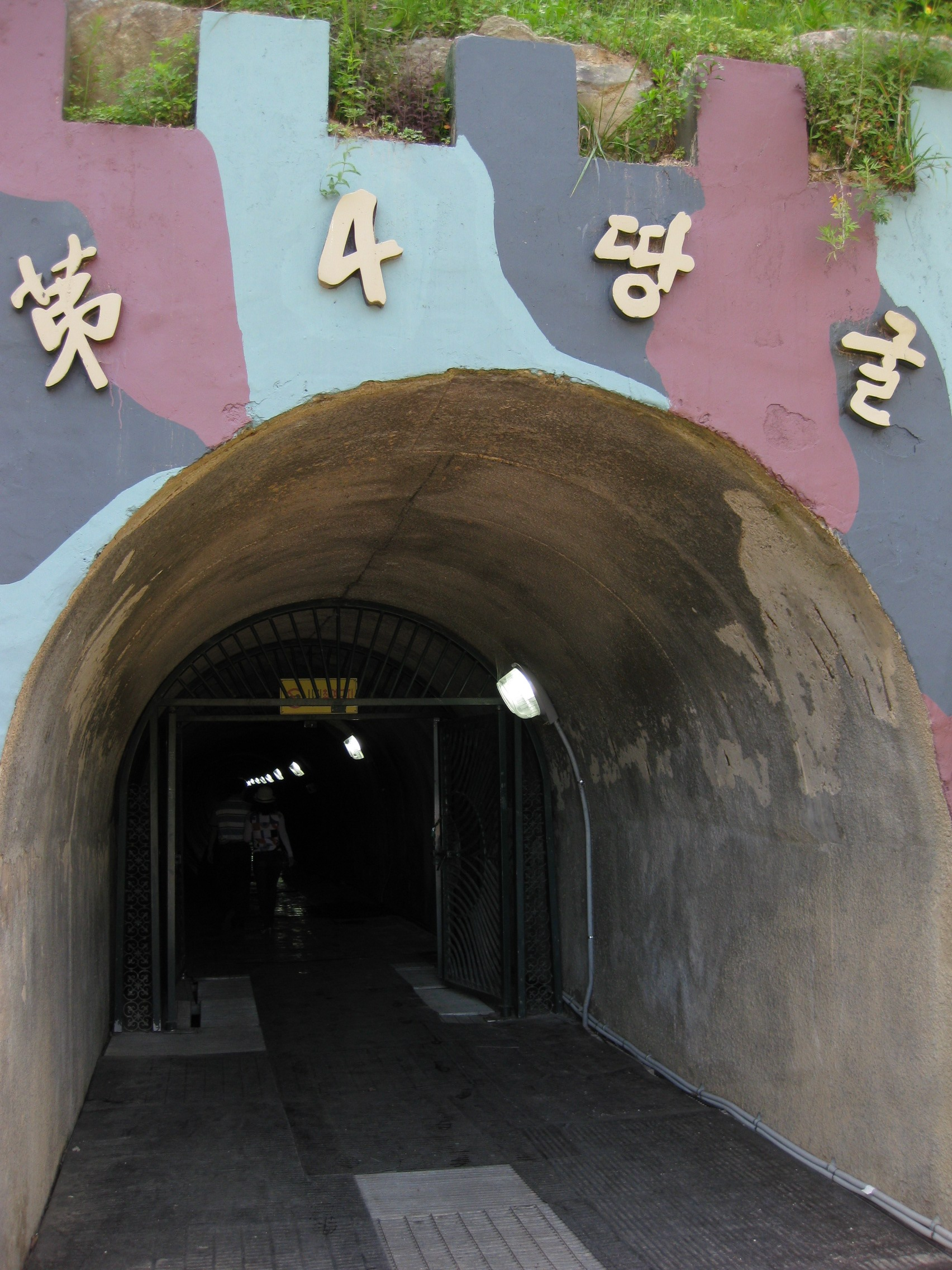
A déliek által felfedezett észak-koreai alagút

A különleges erőket abból a célból hozták létre, hogy rést üssenek a kiépített dél-koreai védelem gyenge pontjain, egy „második frontot” képezzenek az ellenség mélységében, rombolva a vezetési és ellátó rendszereket, valamint hadászati és hadműveleti adatokat szerezzenek. Kiegészítő feladatuk a megerősítésre beérkező ellenséges csapatok előrevonásának akadályozása, valamint honi területen a belső biztonság szavatolása.
A különleges erők 10 mesterlövész-, 12 könnyűlövész-, 17 felderítő dandárból és egy légi szállítású dandárból áll. Négy szervezet irányítja: a Különleges Erők Felderítő Irodája, a Könnyűlövész-kiképzést Irányító Iroda, valamint a légierő, illetve a haditengerészet parancsnoksága. A felderítő iroda a védelmi miniszter alárendeltségében van, feladata a hadászati és harcászati információszerzés, a hírszerzők átjuttatása dél-koreai területre szárazföldön vagy vízi úton. Az iroda egy orvlövész dandárt és hat felderítő zászlóaljat irányít közvetlenül, és hadműveleti ellenőrzést gyakorol valamennyi katonai hírszerző ügynök tevékenysége, valamint a nem hagyományos harctevékenységet folytató erők kiképzése és irányítása felett.
A Könnyűlövész-kiképzést Irányító Iroda a vezérkar alárendeltségébe tartozik. Közvetlenül négy könnyű lövészdandárt, a légi szállítású dandárt és egy orvlövészdandárt irányít. Valamennyi első lépcsős hadtest rendelkezik egy felderítő zászlóaljjal, egy könnyűlövész-dandárral, egy orvlövészdandárral, a gépesített hadtestek egy könnyűlövész-dandárral (amelyeket békeidőszakban a felderítő, illetve a kiképzést irányító irodák irányítanak).
A tíz felderítő zászlóaljból álló felderítő dandár létszáma 3600–4200 fő. A zászlóaljakat hadászati és hadműveleti mélységben alkalmazzák adatszerző feladatokkal. Szervezetében négy felderítő, egy toborzó-kiképző és egy kiképzőszázad található. A felderítő század négy szakasszal rendelkezik, amelyek négy-ötfős csoportokból állnak, és lövészfegyverekkel vannak felszerelve.
A könnyűlövész-dandárok 3300–3600 főből állnak, és hadászati, hadműveleti és harcászati szinten alkalmazzák ezeket dandár-, zászlóalj- vagy századkötelékekben. Feladatuk 35–70 km-es mélységben rajtaütések végrehajtása az ellenség parancsnoki és irányítási rendszerein, tüzérségi állásain, valamint az előrenyomulás útvonalán a stratégiai jelentőségű pontok birtokbavétele és biztosítása. Szervezetébe hat könnyűlövész-zászlóalj, egy szállító és egy logisztikai század tartozik. A zászlóaljakban hat könnyűlövész-század, egy toborzó-kiképző század és egy légvédelmi szakasz található. A századoknak két szakasza van, szakaszonként négy lövészrajjal és egy 60 mm-es aknavető szakasszal.
Az orvlövészdandároknak hat zászlóalja van, amelyek öt századból állnak. A századokban négy szakasz és egy aknavető raj található. Egyik dandárja csak nőkből áll. A dandárok személyi állományát a haderőnemek és más különleges egységek tagjaiból válogatják ki, és a hagyományos 12–24 hetes különleges műveleti kiképzés után további 3–18 hónapos képzésben részesítik. A kiképzés része a városi és vidéki térségben folytatott gerilla-hadviselés, VIP személyek elrablásának és likvidálásának technikája, pszichológiai hadviselés, robbanóanyagok használata, híradás, dokumentumhamisítás stb. Általában csoportkötelékben tevékenykednek rajtaütések, rombolások végrehajtása, pánik és bizonytalanság okozása, gerillatevékenység folytatása, illetve adatszerző feladatok érdekében. Feladatuk ezenkívül dél-koreai politikai vezetők és amerikai katonai parancsnokok likvidálása, illetve katonai kiképzés folytatása külföldi kormányok, forradalmi szervezetek és terrorista csoportok részére. Harci bevetés során a csoport létszáma 10 fő, különleges bevetés esetén a feladattól függően 3–7 fő között mozog. A csoport tagjai különböző feladatokra specializálódtak: felderítő, rajtaütő, elfogó, biztosító (mesterlövész) és romboló. A csoport tagjainak fegyverzete a feladattól függ. Szabványfegyverzetük AK–47 vagy M-16 gépkarabély, RPG–7 vagy 9M14 Maljutka páncéltörő rakéta, gyalogság elleni aknák és 60 mm-es aknavetők.
Az 1970-es években Észak-Korea nagyméretű alagútépítésbe kezdett a demilitarizált övezetben, hogy a különleges csapatok behatolását elősegíthesse. Dél-koreai becslések szerint legalább 25 alagutat építettek ki. Az 1970-es évek közepétől a déliek többet közülük felfedeztek, és turisták részére is látogathatóvá tettek.

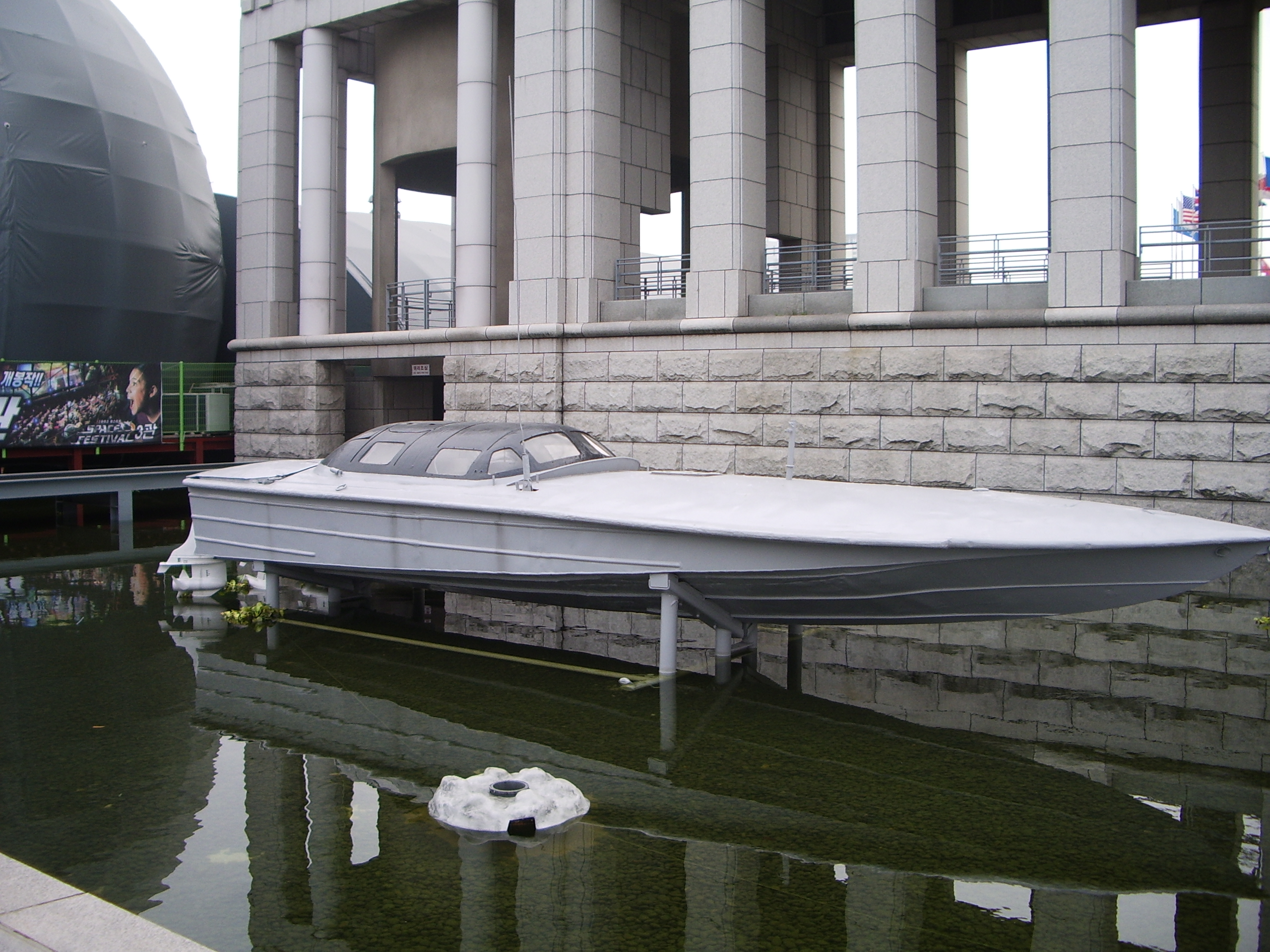
A különleges rendeltetésű erők által használt, félig elmerülő rohamcsónak, mely a gyors és váratlan támadás egyik eszköze

Az amerikai Védelmi Hírszerző Ügynökség (Defense Intelligence Agency) értékelése szerint az észak-koreai különleges erők jól képzettek a hegymászásban, az úszásban, a tengeri műveletekben, a légi szállítású és a légi mozgékonyságú műveletek valamint a rombolások végrehajtásában, - továbbá rendkívül jó fizikai kondícióban vannak, amelyet hatékony pszichológiai edzésekkel egészítenek ki. A lélektani nevelés célja az egyéni kezdeményezés, kreativitás, alkalmazkodóképesség és az agresszivitás fejlesztése.
A StrategyPage amerikai hírportál információja szerint Észak-Korea 20 000 főre akarja növelni a különleges egységeinek létszámát a következő öt évben, és „Köztársasági Gárda” néven egy szervezetbe összevonni ezeket. Feltételezések szerint ennek célja egy sokkal hűségesebb és megbízhatóbb erő kialakítása, mint a jelenlegi fegyveres erők, amelyeknél a fenntartáshoz és az új beszerzésekhez szükséges források hiánya miatt a harci morál hanyatlik.
A Légierő Parancsnoksága két 3500 fős különleges lövészdandárral is rendelkezik, valamint 300 szállító-repülőgéppel, amelyeket kizárólag a dandárok szállítására alakítottak ki. Feladatuk az ellenség mélységében (300–600 km) stratégiai pontok elfoglalása és biztosítása, a kormányzati és katonai vezetési rendszer, valamint a kritikus létesítmények rombolása, gerillatevékenység folytatása, az ellenséges tartalékok előrevonásának akadályozása, valamint a bekerítésben lévő saját erők támogatása. A légimozgékonyságú egységek esetében a bevetést különböző típusú helikopterekkel hajtják végre általában 15–20 km-es mélységben, mivel itt még a saját tüzérség is képes támogatni a csapatokat. A helikopterből szállva az egységek hagyományos lövésztaktikával harcolnak. A légierő mintegy 6000 fő különleges erőkhöz tartozó katonát képes egyszerre bevetni.
A Haditengerészet Parancsnokságának alárendeltségébe két partraszálló orvlövészdandár tartozik, amelyek Vonszan és Nampho haditengerészeti bázisokon állomásoznak. A dandárok öt-öt zászlóaljból állnak. A 400 fős zászlóaljak öt századot tartalmaznak. Feladatukat gyorsjáratú hajók alkalmazásával hajtják végre, amelyek a csapatokat akár 100 km-re is kivihetik a nyílt tengerre, mielőtt a dél-koreai partok felé fordulnának. A partraszálló műveletekre általában 22.00 és 24.00 óra között kerül sor. A haditengerészet jelentős partraszállási képességekkel rendelkezik, egyszerre 15 000 főt képes a tengeren szállítani. A két haditengerészeti lövészdandár bevetéséhez 130 légpárnás hajó van rendszeresítve, amelyek sebessége eléri a 90 km/óra sebességet, és képesek folyón, illetve lápos területen is haladni.

## Stratégiai rakétacsapatok

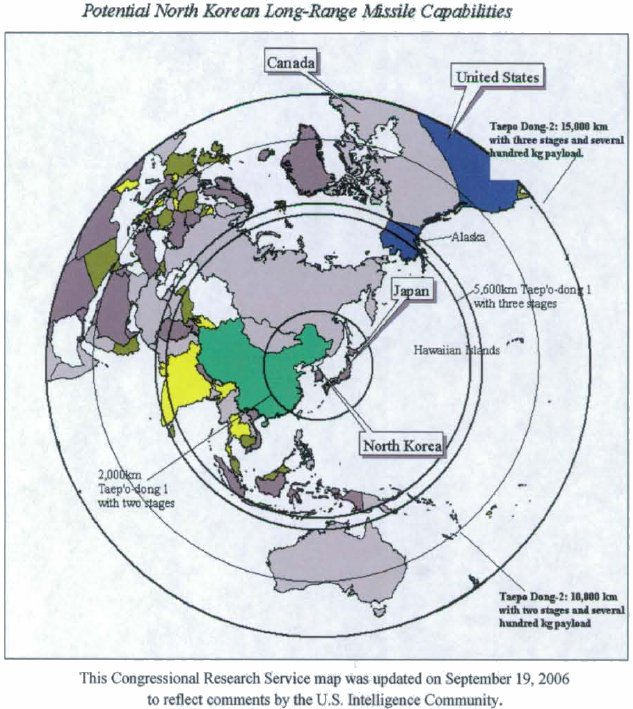
A Koreai Néphadsereg rakétacsapatai által elérhető célpontok

Észak-Korea katonai erejének szigorúan titkos és legjobban védett haderőneme a stratégia-rakétacsapatok. Az eszközeinek száma becslések szerint ezer különböző rakétakilövő eszközből áll. A rakéták képesek Japán egész területén és akár Guam területén lévő amerikai támaszpontokon kijelölt célpontokat elérni.
A stratégiai fegyverrendszerek többsége föld-föld és föld-levegő rakéta, de rendelkeznek olyan tengeralattjáró-képességgel, mely lehetővé teszi, hogy víz alatt is indítható legyen kilövés. A haderő rakétarendszereinek nagy része elavult, régóta szolgálatban lévő eszközökből áll, de azért nem lebecsülendő, hiszen folyamatosan fejlesztik, valamint az ország hadiipara képes az esetlegesen meghibásodott alkatrészek pótlására.
Az első rakétáik szovjet beszerzésből kerültek hozzájuk (9K52 Luna–M, FROG rendszer). 1976-tól észak-koreai tudósok részt vettek a Dong-Feng 61 ballisztikus rakéta fejlesztésében. Az elért eredményeik a harmadik világhoz tartozó országok közül Egyiptomot, Iránt és Szíriát is arra ösztönözte, hogy kapcsolatot alakítson ki Észak-Koreával.
Ezekből az együttműködésekből született elsőnek az öbölháború tapasztalatai alapján fejlesztett rakétarendszer, a Scud, melyet 1987-től sorozatgyártottak. Iránban például külön rakéta-összeszerelő üzemet is létesítettek észak-koreai szakemberek. A Scud-C továbbfejlesztett változata a Nodong-1, melynek 1000 kilométer a hatótávolsága, 15,2 méter magas, 1,2 méter átmérőjű és 800 kilogramm súlyú robbanófej célba juttatására képes.
2002-ben az Iránba szállított Nodong rakétákat az irániak fejlesztették tovább, melyek Shahab-3 néven lettek ismertek. A másik fejlesztési irány – ezek a haderő legmodernebb eszközei – a kínai eredetű Tephodong sorozat rakétarendszerei. A folyamatosan fejlesztett rakétaprogram eredménye a Tephodong–1, a Tephodong–2 és a BM25 Musudan ballisztikus rakétarendszerek. A végrehajtott rakétafejlesztések nagy kérdése, hogy a föld alatt eddig elvégzett észak-koreai kísérleti atomrobbantásoknál használt tölteteket tudja-e szállítani. Mindenesetre 2012-ben az ország vezetése nagy katonai parádé keretein belül mutatta be új rakétáit, és egyre távolabbi célpontok elérését tűzte ki számukra. A 2012-es Alkotmány módosításakor pedig atomhatalomnak deklarálta magát Észak-Korea.
A Tephodong–2 már 4–6000 kilométeres hatótávolságra is bevethető. Az elérhető célpontokat a mellékelt térképvázlat mutatja.

## Légierő
A légierő létszáma körülbelül 110 000 fő, ebből 7000 fő a légierő speciális egységeihez tartozik. Elsődleges feladata a honi légtér védelme, a légi hadviselés megvívása. Másodlagos feladata légi támogatás nyújtása a szárazföldi csapatoknak és a haditengerészetnek, szállítás és logisztikai támogatás, valamint a különleges erők műveleteinek elősegítése. Négy légi hadosztályból áll, amelyeket 33 légi ezred és három önálló légi zászlóalj alkot. A légierő eszközeinek többsége Phenjan körül és az ország déli térségében van telepítve.
A Légierő Parancsnoksága Phenjanban települt. Közvetlenül ellenőriz néhány egységet, köztük egy elektronikai harcszázadot (H-5R, An-2 és An-24-ekkel felszerelve), egy tesztelő és fejlesztő századot és egy haditengerészeti tengeralattjáró-felderítő egységet. Az 1. Légi Hadosztály parancsnoksága Kacshonban (Dél-Phjongan tartomány) állomásozik, és az északnyugati szektorért felel. A 2. Légi Hadosztály parancsnoksága Tokszanban (Dél-Hamgjong tartomány) található, és a keleti szektort biztosítja. A 3. Légi Hadosztály parancsnoksága Hvangjuba (Észak-Hvanghe tartomány) települt, és a déli szektorért felelős. A 4. Légi Hadtest parancsnokságát Orangba (Észak-Hamgjong tartomány) telepítették; ez a hadosztály – amely egyben kiképző hadosztály – az északkeleti szektorért felelős. A légierőhöz tartozik az 5. és 6. szállítódandár is, amelyek An–2 szállító repülőgépekkel és helikopterekkel vannak felszerelve.
A légi hadosztály három századból álló repülőezredekből, egy légvédelmi ezredből, egy lokátorezredből, egy híradóezredből, valamint műszaki, őr- és biztosító, támogató és vegyi védelmi alegységekből áll.
A légierőnek 12, többségében az ország déli részén kiépített légibázisa, illetve legalább 44 (egyes becslések szerint akár 70) tábori repülőtere van, melyek többségéről képes csapást mérni dél-koreai célpontokra. Ezen kívül az autópályákon olyan megerősített alagutakat építettek ki (becslések szerint 18 helyen), amelyek vadászrepülőgépek befogadására képesek.

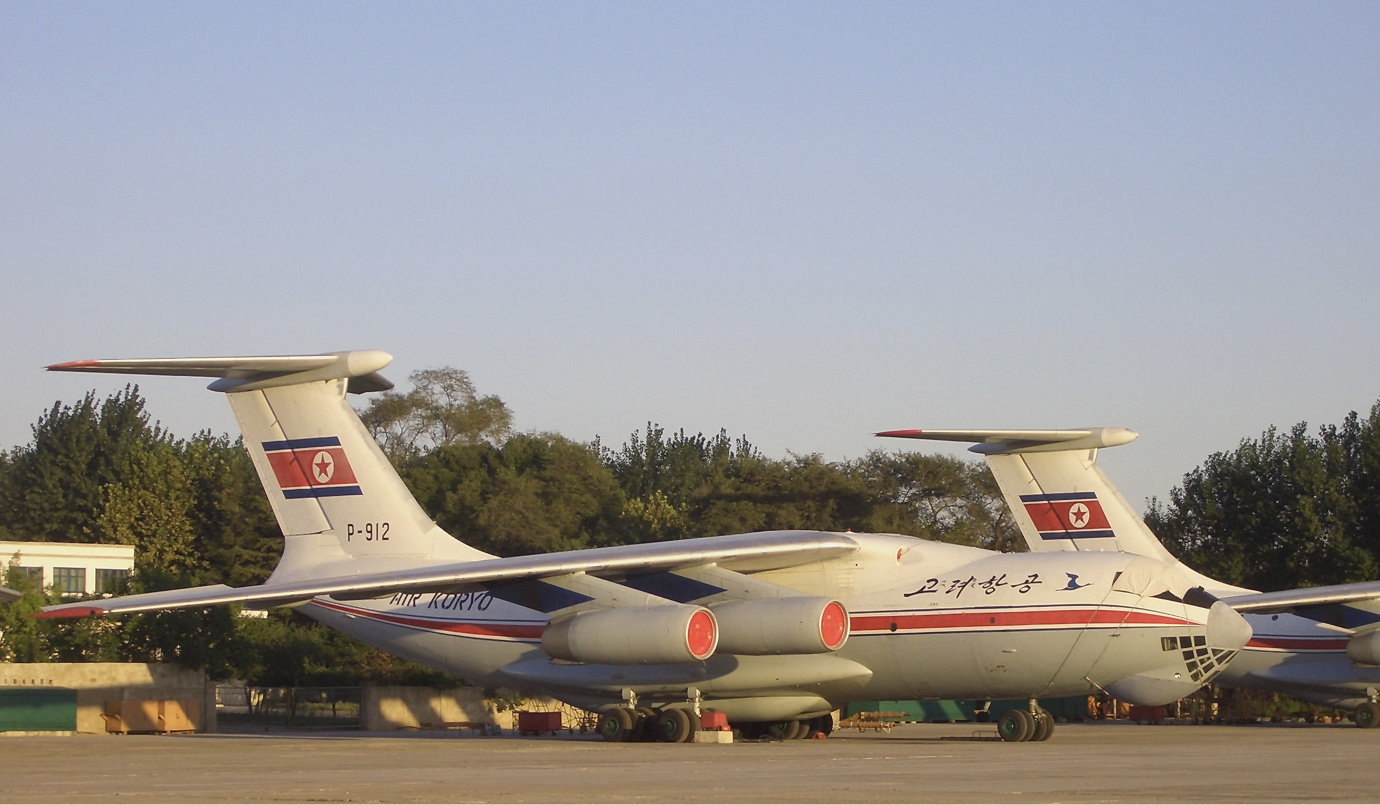
Észak-koreai IL–76 stratégiai szállító repülőgépek

A légierőhöz 80 bombázó (Il–28 H–5), 541 vadász és vadászbombázó (MiG–15, -17, -19, -21, -23, -29, J-5, -6, Szu–7, és -25) 316 szállító repülőgép (Il–18, Il–62, Tu–154, Il–76, An–2 és An–24) és 588 szállító helikopter (Mi–2, -4, -8, -14, -17, -26 és MD–500), 24 harci helikopter (Mi–24), 228 kiképző repülőgép (MiG-15, L-39, Jak–18 és CJ-6), valamint SA-2, -3 és -5 közepes és nagy hatótávolságú légvédelmi rakétarendszerek és SA-7B rövid hatótávolságú kézi légvédelmi rakétaindító eszközök tartoznak.
A légierő „repülőgépgyártó központot” tart fent Phenjan, Küszong, Dokhjon és Cshongdzsin városokban, ahol valamennyi fenntartási munkafolyamatot képesek végrehajtani, illetve alkatrészeket gyártani.
A repülőgép-pilóták képzésére a légierő akadémiáján és a repülőtiszti iskolán kerül sor. Mindkét intézményben négy-öt év a képzési idő, amely alatt a jelöltek mintegy 70 órát repülnek Jak-18 és CJ-6 repülőgépeken. A felavatott repülőtisztek 22 hónapos repülőkiképzésre kerülnek, ahol 100 órát repülnek MiG–15 vagy MiG–17 vadászrepülőgépeken. A repülőiskola után az új pilóták beosztást kapnak a harci egységeknél, ahol újabb kétéves kiképzésben részesülnek. Mint a haderő minden területét, a korlátozott hajtóanyagkészletek a légierőt is arra kényszerítik, hogy csökkentse a repülési időt. A valós repülési idő jelenleg alig haladja meg a tíz órát. A repülőgépek jelentős része is elavult, és még a szovjet vagy azok kínai rendszerekkel továbbfejlesztett változatai.
Észak-Korea a koreai háború tapasztalata alapján a hadiipari létesítményeket, a repülőgéphangárokat, javítólétesítményeket, a lőszer- és üzemanyagkészleteket, valamint a légvédelmi rendszereket föld alatti vagy erősen védett helyeken alakította ki. Rendkívül erős, a teljes ország területét lefedő légvédelmi rendszert épített ki, amelynek részét képezik az elfogó vadászgépek, a légvédelmi lokátorrendszer, a légvédelmi rakéták, a nagyszámú légvédelmi löveg, valamint a légvédelmi léggömbök.

## Haditengerészet

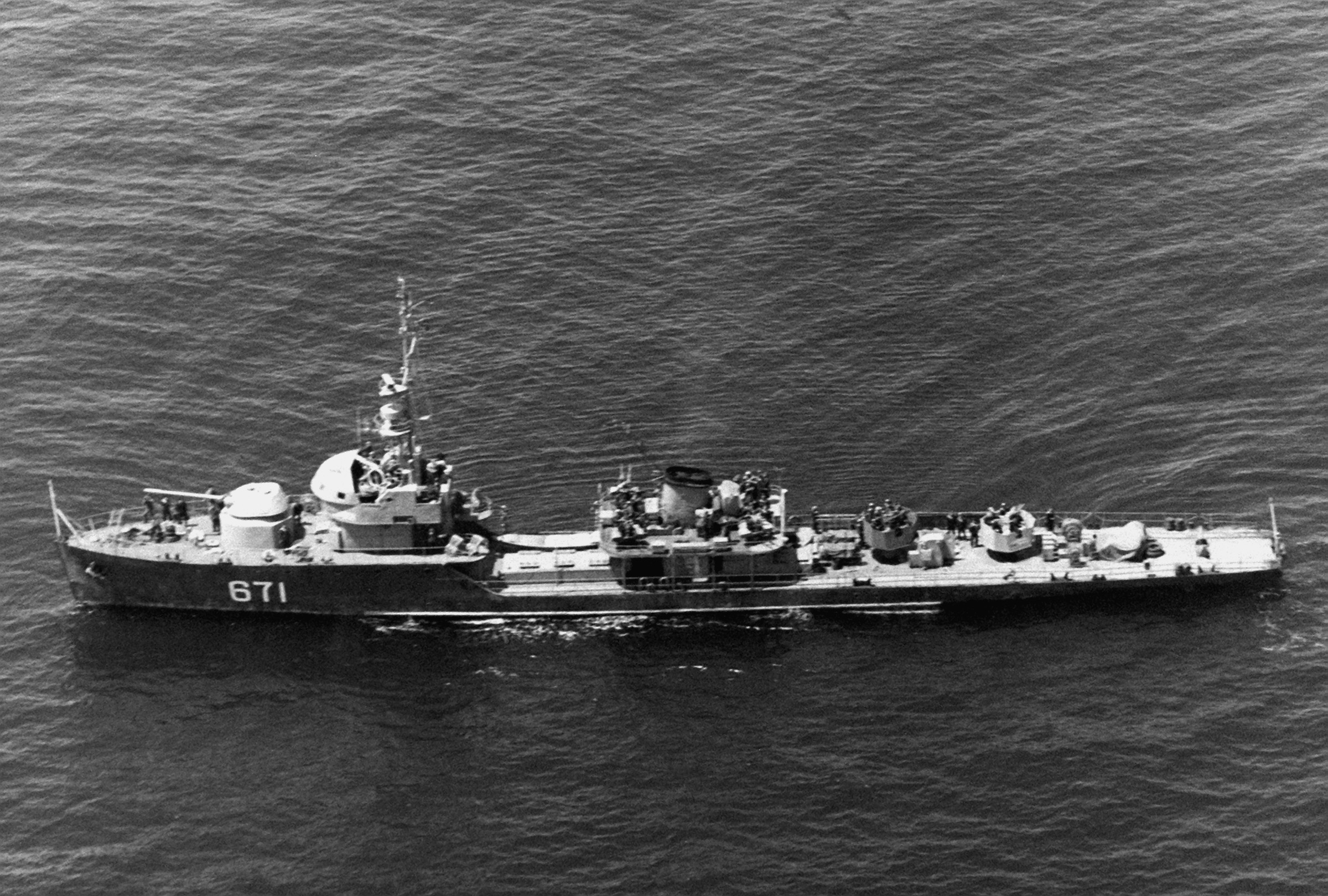
Észak-Korea haditengerészeténél szolgáló fregatt képe 1993-ból

A haditengerészet állománya körülbelül 60 000 főt számlál. Elsődlegesen partvédelmi erő; parancsnoksága Phenjanban található. Egységei két flottába vannak szervezve. A Keleti-tengeri Flotta parancsnoksága Thöcsóban található, és kilenc haditengerészeti bázissal rendelkezik; a Nyugati (Sárga)-tengeri Flotta parancsnoksága pedig Namphóban található, alárendeltségében tíz haditengerészeti bázissal. A két flotta – az ország földrajzi helyzete miatt – nem képes egymást támogatni hadműveletek során.
A haditengerészet fő fegyverzetét 92 tengeralattjáró, három fregatt, hat korvett, 43 rakétás naszád, 158 nagy méretű járőrhajó, 103 gyorsjáratú torpedónaszád, 334 gyorsjáratú járőrhajó, tíz partraszállító hajó, kettő partvédelmi rakétás ezred, 130 légpárnás hajó, 23 aknatelepítő hajó, egy raktárhajó és négy tengerkutató hajó.
A tengeralattjárók közül mintegy 60 darab Romeo és Sang-O típusú, amelyek képesek a tengeri útvonalak blokkolására, a felszíni hajók támadására, tengeri aknatelepítésre és a különleges csoportok rejtett partra tételére. További tíz tengeralattjáró Yugo osztályú, kifejezetten a különleges csoportok rejtett partra tételére szolgál. A tengeralattjárók Csaho, Majang-sziget, Nampho, és Phiphakod haditengerészeti bázisokon állomásoznak.
A partvédelmet a hadihajókon kívül több mint 250 darab 122, 130 és 152 mm-es partvédelmi löveg, valamint haditengerészeti flottánként egy 80–95 km hatótávolságú Samlet és Silkworm hajó elleni rakétákkal felszerelt partvédelmi rakétaezred erősíti.
Szakértők szerint a haditengerészet képes partmenti védelmi műveletekre, tengeralattjáró műveletekre kereskedelmi és korszerűtlen hadihajók ellen, támadó és védelmi aknaműveletekre, hajók elfogására vagy elfoglalására, illetve parti célok támadására. A haditengerészet képessége korlátozott éjjel és rossz időjárási körülmények között, technikailag pedig korszerűtlen az elektronikai harc, a rádióelektronikai felderítés, a tengeralattjárók elleni harc, valamint a hajófedélzeti légvédelem terén.

## Fegyveres szervezetek
A haderő mintegy nyolcmillió kiképzett tartalékossal rendelkezik, akik közül 62 000 fő tartalék kiképző hadosztályokhoz van beosztva, 420 000 fő félkatonai egységek (határőrség és rendőrség), a többség pedig a „Munkás-Paraszt Vörös Gárda”, illetve az „Ifjú Vörös Gárda” tagja.
A legtöbb észak-koreai fiatal számára a katonai szolgálat a 940 000 fős „Ifjú Vörös Gárdával” kezdődik. Tagjai 14–17 év közötti fiúk és lányok, akik a tartalékos tiszti képzéshez hasonló oktatásban részesülnek. A képzés alatt a fiatalok 450 óra tantermi foglalkozáson vesznek részt, és minden egyes szemeszter után hét napot töltenek kiképzőegységeknél. A kiképzés alatt fizikai felkészítésben részesítik a fiatalokat, valamint katonai fegyelmet és ceremóniát, elsősegélyt és fegyverismereteket oktatnak számukra.
A tartalék kiképző hadosztályok a fegyveres erők tényleges tartalékát képezik, mintegy 620 000 tagja 37 tartalék kiképző lövészhadosztályhoz van beosztva. Ezen egységeket háború vagy nemzeti katasztrófahelyzet esetén azonnal lehet mozgósítani és betagolni a fegyveres erőkbe. A kiképző egységek feladata békében fenntartani a sorkatonai szolgálatból leszerelt katonák ismereteit, valamint szükség esetén a kormányzati épületeket, létesítményeket őrző biztonsági erők megerősítése. Az észak-koreai férfiak 45 éves korukig tartalékos kiképző egységhez kerülnek beosztásra. Az egységekben 17 és 30 év közötti egyedülálló nők is szolgálhatnak. A tartalékos egységekben szolgálók évente összesen 30 nap mozgósítási és tíz nap önvédelmi képzésben részesülnek. Fegyverzetük korszerűtlenebb, mint az aktív csapatoké. A kiképző egységek tevékenységét a hadtestek ellenőrzik, amelyek alárendeltségébe tartozik a tartalék kiképző hadosztály.
A Munkás-Paraszt Vörös Gárda a 46 és 60 év közötti férfiakat és a 17 és 40 év közötti önkéntes nőket foglalja magába: alapvetően civil-védelmi erőt képez, 5,7 milliós létszámával az ország legnagyobb tartalékát adja. A kiképző egységből kiöregedett férfiak a gárda egyik egységéhez kerülnek beosztásra. A gárda a gyárak, mezőgazdasági termelőszövetkezetek, bányák, falvak, stb. által kiállított századokból állnak. Elsődleges feladata a hátország terület- és légvédelmének, illetve logisztikai támogatásának ellátása. Másodlagos feladata a tartalék kiképző egységek, illetve az aktív csapatok felváltása. Tagjai évente 15 nap mozgósítási és 15 nap önvédelmi képzésben részesülnek. A gárda az egyéni fegyverzeten (AK–47 gépkarabély) kívül géppuskákkal, aknavetőkkel és légvédelmi tüzérségi eszközökkel is rendelkezik. A gárda egységeit közvetlenül a helyi katonai hatóságok ellenőrzik.

A Koreai Néphadsereg legfelsőbb parancsnokának zászlaja
A Koreai Néphadsereg szárazföldi hadseregének zászlaja
A Koreai Néphadsereg haditengerészetének zászlaja
A Koreai Néphadsereg légierejének zászlaja
A Munkás-Paraszt Vörös Gárda zászlaja
A Koreai Néphadsereg Stratégiai Alakulat zászlaja
A Koreai Néphadsereg Különleges Műveleti Alakulat zászlaja

## A haderő képességei
Észak-Korea hadereje számára, eddigi története során egyszer még a koreai háború kezdetén adódott olyan lehetőség, hogy döntő fölényben lehetett déli szomszédjával szemben. A diktatórikus államhatalom és az egyre nagyobb nemzetközi elszigeteltségbe kerülő északi ország gazdasága azonban nem tudott lépést tartani a gyorsabban fejlődő déllel szemben. Az 1980-as évektől kezdve a katonai erőegyensúly a fejlettebb eszközöket magáénak tudható dél felé billent. A katonai erőeltolódásra észak az aszimmetrikus hadviselési technikák alkalmazásával és a nem hagyományos fegyverek (nukleáris, vegyi, vakító lézer, stb.) birtoklása révén próbál lépést tartani. Észak-Korea állítólag kifejlesztett olyan festéket, mellyel képes elrejteni földi célokat,  törpe tengeralattjárókat és ember vezette torpedókat. Rendelkezik vakító lézer fegyverrel és nagy valószínűséggel vegyi fegyver programmal, melynek eredményeként mérgező harcanyagból valószínűleg már jelentős készletet is felhalmozhattak.
A Koreai Néphadsereg által használt ZM-87 típusú vakító lézer ENSZ egyezményben tiltott fegyvernek minősül. Az 1980-as évek óta Észak-Korea aktívan fejleszti kiberhadviselési képességeit. 2011-ben már körülbelül 1000 fő kiképzett katonai hacker dolgozott a haderő kötelékében. A Korea Néphadsereg rendelkezik az elektronikai hadviselésre kifejlesztett GPS-t zavaró adóval. A jelenlegi modellek közé tartozik a gépjárműre szerelhető zavaró berendezés, mely 50–100 kilométeres hatósugárral rendelkezik. Az ennél nagyobb kapacitású rendszer és az úgynevezett e-bomba még fejlesztési fázisban van.
A kiképzési feladatokra is alig jut üzemanyag és lőszer, de ennek ellenére olyan háborús tartalékot képeztek, ami biztosítja az elkövetkezendő harc megvívását. A hadsereg számára 500 napos élelmezési készletet alakítottak meg. Az üzemanyag és lőszer vonatkozásában 1,5–1,7 millió tonna a tartalék, mely 100 harcnapra elegendő javadalmazást biztosít. A haderőnek nincsenek repülőgép-hordozói, de mégis képes távol eső területeken is eredményes katonai műveleteket végrehajtani. A légierő IL–76-os stratégiai szállító repülőgépei 6000 főt, míg a haditengerészet 15 000 főt képes szállítani. A stratégiai rakétacsapatok kötelékében egyes források körülbelül ezer ballisztikus rakétát feltételeznek, de az Amerikai Védelmi Minisztérium szerint kettőszáznál is kevesebb hadra foghatóval (működővel) rendelkeznek.
1993-ban a haditengerészetnek szakértők segítségével rakétakilövésre is alkalmassá tehető 12 darab Foxtrot osztályú és Golf osztályú tengeralattjárót szereztek be. A GlobalSecurity szerint ezek a régi és elavult tengeralattjárók csupa rozsdák és a vetőcsöveket még eladás előtt hatástalanították. Az Amerikai Védelmi Minisztérium szerint sem üzemképesek.
2013. március 29-én közzétett fényképen Kim Dzsongun eligazítást tartott tábornokainak. A képen látható térképek és dokumentumok alapján az állapítható meg, hogy 40 tengeralattjáró, 13 partraszálló hajó, 6 aknakereső, 27 támogató hajó és 1852 repülőgép áll hadereje szolgálatában.
A Koreai Néphadsereg kötelékében nagy mennyiségű haditechnikai eszköz szolgál: 4100 harckocsi, 2100 páncélozott harcjármű, 8500 tüzérségi eszköz, 5100 aknavető. 11000 légvédelmi ágyú, 10000 légvédelmi és páncéltörő rakéta a szárazföldi csapatoknál, 500 hajó a haditengerészetnél és 730 harci repülőgép a légierőnél, melyek közül 478 vadász és 180 bombázó. Észak-Korea rendelkezik a világ legnagyobb különleges rendeltetésű erejével és a tengeralattjárók számában is első.
A haderő fegyverzete keveréke a második világháborúban is használatos veterán harcjárműveknek és kézifegyvereknek, melyek széles körben elterjedtek a hidegháború időszakában, valamint a modernebbnek számító szovjet mintájú és helyben gyártott és fejlesztett fegyverzeti rendszereknek.
A Koreai Néphadsereg feltételezhetően nagy létszámú ideológiailag is kiképzett alvó ügynök alakulatokkal is rendelkezik, melyek Kínában, Oroszországban, Japánban, Dél- Koreában, Alaszkában és az Európai Unióban állomásoznak. Elsődleges feladatuk feltételezhetően a helyi politika befolyásolása, információgyűjtés és katonai konfliktus esetén terrorakciók végrehajtása.

## Fordítás
- Ez a szócikk részben vagy egészben  a   Korean People's Army című angol Wikipédia-szócikk ezen változatának fordításán alapul.  Az eredeti cikk szerkesztőit annak laptörténete sorolja fel. Ez a jelzés csupán a megfogalmazás eredetét és a szerzői jogokat jelzi, nem szolgál a cikkben szereplő információk forrásmegjelöléseként.

### Magyarul
- Az észak-koreai atomprogram és annak hatásai a térségben (magyar nyelven). Biztonságpolitikai Szemle – Corvinus Külügyi és Kulturális Egyesület. [2014. március 3-i dátummal az eredetiből archiválva]. (Hozzáférés: 2014. február 24.)
- Faludi Péter (2004). „A „koreai kérdés” eredetéről” (magyar nyelven) (pdf). Kül-Világ a Nemzetközi kapcsolatok folyóirata (I. évfolyam 2004/3.). [2016. március 9-i dátummal az eredetiből archiválva]. (Hozzáférés: 2014. február 27.)
- Így rohanná le Szöult Észak-Korea (magyar nyelven). Origo. (Hozzáférés: 2014. február 27.)

### Angolul
- CIA The World Factbook/North Korea (angol nyelven). cia.gov. [2013. október 30-i dátummal az eredetiből archiválva]. (Hozzáférés: 2014. február 24.)
- Korean People's Army – Introduction (angol nyelven). globalsecurity.org. (Hozzáférés: 2014. február 24.)
- Korean People's Army – Navy (angol nyelven). globalsecurity.org. (Hozzáférés: 2014. február 24.)
- Naval Bases (angol nyelven). globalsecurity.org. (Hozzáférés: 2014. február 24.)
- Order of Battle – Korean People's Army (angol nyelven). globalsecurity.org. (Hozzáférés: 2014. február 24.)
- Korean People's Army – Navy (angol nyelven). fas.org. (Hozzáférés: 2014. február 24.)